# Jennell Jaquays
Jennell Allyn Jaquays (Míchigan, 14 de octubre de 1956 - Dallas, 10 de enero de 2024) fue una diseñadora de juegos, artista de videojuegos e ilustradora de juegos de rol de mesa estadounidense. Jaquays es considerada una pionera influyente en la comunidad de juegos de aventuras. En el diseño de juegos, su nombre se ha "convertido en un verbo: 'Jaquaysing [a] the dungeon' significa crear un escenario con una miríada de caminos".
Entre sus trabajos más notables se incluyen los módulos de Dungeons & Dragons, Dark Tower y Caverns of Thracia para Judges Guild ; el desarrollo y diseño de conversiones de juegos como Pac-Man y Donkey Kong para el sistema de videojuegos arcade doméstico de Coleco; y trabajos de diseño para series como Age of Empires, Quake II y Quake III Arena. Una de sus obras más conocidas como artista de fantasía es la ilustración de portada de la aventura de Dragon Mountain de TSR.

## Trayectoria
Jaquays nació el 14 de octubre de 1956 en Míchigan y creció en Míchigan e Indiana. Jaquays se graduó de la escuela secundaria Jackson County Western High School de Michigan en 1974 y del Spring Arbor College en 1978 conun grado en Bellas Artes. En 1976, Jaquays colaboró con la revista Dragon a la vez que presentaba el boletín a la editorial de juegos Judges Guild. Durante los primeros veinte años de la industria de los juegos de rol de mesa, los escritos y el arte de Jaquays fueron publicados por Chaosium, Metagaming, Steve Jackson Games, Flying Buffalo, West End Games, Iron Crown Enterprises, Game Designers' Workshop y Task Force Games. Jaquays también influyó en la industria de los videojuegos con trabajos importantes en Coleco, id Software y Ensemble Studios. En 1995, en colaboración con Lester W. Smith, Jaquays desarrolló el juego de unos dados coleccionables Dragon Dice para TSR, contribuyendo con los íconos de los dados estilizados y arte de portada.
Jaquays se interesó en los juegos de ciencia ficción y fantasía y en la naciente industria de los juegos de rol a través de las páginas de The Space Gamer que su hermano compartió ella. En 1975, Jaquays comenzó a jugar Dungeons & Dragons y creó la Fantastic Dungeoning Society (FDS) con varios amigos de la universidad, incluido Mark Hendricks. Uno de sus proyectos era publicar un fanzine que incluyera aventuras que otros gamemasters pudieran utilizar.Tim Kask de TSR concedió a Jaquays una licencia puntual para publicar este fanzine amateur, y The Dungeoneer se convirtió en una de las primeras publicaciones periódicas sobre juegos de rol. The Dungeoneer resultó ser una inspiración para muchas revistas con temas similares en los Estados Unidos y otros lugares.
Además de estos "esfuerzos honestos por generar contenidos de calidad que interesen a los lectores", Jaquays comenzó a enviar obras de arte a TSR en 1976. El trabajo de Jaquays apareció en el primer número de The Dragon, y contribuciones posteriores incluyeron la portada del número 21.
Jaquays se estaba preparando para su graduación a finales de 1977, lo que significaba que tenía pasar más tiempo trabajando en el estudio de arte, por lo que FDS vendió The Dungeoneer a Chuck Anshell de Anshell Miniatures. : 66–67 Anshell pronto empezó a trabajar en Judges Guild, ya que fue un prolífico proveedor de material y productos con licencia oficial para la línea Dungeons & Dragons (D&D) de TSR, y trajo consigo The Dungeoneer ; esto se convirtió en una de las dos publicaciones periódicas de juegos de Judges Guild.
Un año más tarde comenzó a trabajar en la empresa editorial de Judges Guild en octubre de 1978, pasando un año allí como ilustradora y diseñadora de aventuras, pero se negó a mudarse a Decatur para trabajar para la Judges Guild en sus oficinas. Jaquays amplió su carrera para incluir el diseño de videojuegos a principios de la década de 1980, pero continuó trabajando como autónoma para varios editores de juegos de mesa, incluidos TSR, Chaosium, West End Games, Flying Buffalo y Iron Crown Enterprises. Produjo ilustraciones para Game Designers' Workshop (GDW), en particular creando todas las ilustraciones de naves espaciales en Traveller Supplement 9: Fighting Ships. Varios de estos se convirtieron en la base de los modelos de naves espaciales de Ad Astra Games y los planos de cubierta que se encuentran en Mongoose Traveller Supplement 3 - Fighting Ships.
De 1986 a 1993 trabajó como freelance mientras dirigía un estudio de diseño. Jaquays trabajó en una serie de suplementos centrados en la creación de personajes llamados Central Casting (1988-1991) que serían publicados por Flying Buffalo, aunque en su lugar fueron publicados por Task Force Games. Jaquays también preparó tres suplementos más de la línea Citybook fuera de casa entre 1990 y 1994 para Flying Buffalo. 
De 1993 a 1997, trabajó de nuevo a tiempo completo en la industria de los juegos de mesa como ilustradora para TSR, incluido un período de seis meses como directora de gráficos. Dejó TSR justo antes de que Wizards of the Coast la adquiriera. Durante este tiempo, jugó un papel activo en la creación del juego Dragon Dice, tanto como artista de portada como diseñadora de iconos.
Además de muchas contribuciones artísticas para videojuegos trabajó como ilustradora y dibujante para Jackson Citizen Patriot en 1980. A finales de la década de 1980, Jaquays fue un artista de interiores habitual para Amazing Stories y contribuyó con una portada para esa publicación.
Después de dejar Judges Guild, Jaquays trabajó para Coleco, primero como autónomo desde 1980 y luego como empleado a tiempo completo de 1981 a 1985. Desarrolló y diseñó conversiones arcade de muchos títulos conocidos como Pac-Man y Donkey Kong para su sistema de videojuegos arcade doméstico. Jaquays finalmente se convirtió en director de diseño del juego. Jaquays reunió uno de los primeros estudios de arte y diseño para el desarrollo de videojuegos en Coleco para crear los juegos de ColecoVision. Durante un período de estudio de diseño independiente a fines de la década de 1980 y principios de la década de 1990, continuó involucrada en la industria de los videojuegos, con trabajos de concepto y diseño para Epyx, Interplay Entertainment y Electronic Arts.
Desde marzo de 1997, Jaquays fue empleada como diseñadora de niveles para id Software, conocido por su serie de videojuegos Quake. Luego se trasladó a Ensemble Studios, con sede en Dallas. Trabajó allí desde principios de 2002, con el exjugador de juegos de mesa y de ordenador Sandy Petersen, hasta el cierre de la empresa en enero de 2009. Petersen había contratado previamente a Jaquays para que fuera diseñadora de contenidos en id Software. En 2003, Jaquays cofundó The Guildhall at SMU, un programa educativo de videojuegos, ubicado en el campus Plano de la Southern Methodist University (SMU) en Dallas. Ayudó a crear gran parte del currículo original del programa. Jaquays trabajó como asesora del programa Guildhall. A partir de octubre de 2009, Jaquays fue diseñadora de alto nivel en la división norteamericana de CCP Games de Islandia.
Jennell trabajó en proyectos para el estudio de diseño Dragongirl Studios, su marca de aventuras y miniaturas de juegos Fifth Wall, y su trabajo como directora creativa de Olde Sküül, Inc., un desarrollador y editor de juegos digitales con sede en Seattle, Washington, que fundó con otras tres desarrolladoras veteranas en 2012.

## Vida personal
Jaquays tuvo dos hijos de su primer matrimonio. En diciembre de 2011, anunció que era una mujer lesbiana y trans. Residió en Seattle, Washington, con su esposa Rebecca Heineman.
Como directora creativa del Instituto de Derechos Humanos Transgénero en Seattle, Jennell Jaquays participó en la petición para crear la Ley de Leelah, que prohíbe la terapia de conversión de los jóvenes LGBT. En respuesta a la petición, el presidente Barack Obama pidió la prohibición de la terapia de conversión para menores en abril de 2015.
Jaquays murió por complicaciones del síndrome de Guillain-Barré en un hospital de Dallas el 10 de enero de 2024, a la edad de 67 años. Ese mismo mes se lanzó un proyecto conmemorativo titulado Return to Perinthos (Regreso a Perinthos), organizado por el Jennell Jaquays Memorial Game Jam, para recaudar fondos para la familia de Jaquays y Trans Lifeline. El proyecto tiene como objetivo crear una megamazmorra que pueda "encajar en la mayoría de las campañas de juegos de rol de mesa de fantasía o adyacentes" y evoca "el diseño y el estilo de la clásica aventura de Dungeons & Dragons Caverns of Thracia, que escribió Jaquays".

## Legado
El New York Times señaló que "dos de sus primeros módulos de D&D, La Torre Oscura y Las Cavernas de Tracia, son famosos por sus diseños innovadores". Muchos módulos contemporáneos tenían mazmorras diseñadas linealmente, mientras que los módulos de aventuras de Jaquays "a menudo contenían varias entradas posibles y múltiples avenidas, algunas de ellas secretas, por las que los jugadores podían lograr sus objetivos". El académico Asa Roast, en el artículo de revista A Preliminary Geography of the (Mega)Dungeon, destacó que las mazmorras no lineales y de múltiples soluciones de Jaquays se caracterizan por su "complejidad y dinamismo".

## Reconocimientos
Jaquays fue incluida en el Salón de la Fama de la Academia de Artes y Diseño de Juegos de Aventura en 2017.Recibió póstumamente el premio Kate Wilhelm Solstice de los Escritores de Ciencia Ficción y Fantasía de Estados Unidos por su "impacto significativo en el panorama de la ciencia ficción o la fantasía" en 2024.
En el campo del diseño de juegos, "Jaquaysing" es un término que se refiere a un enfoque de múltiples caminos, no lineal, a veces extradimensional en la escritura de escenarios, considerado una innovación creada por Jaquays.